# Cocorăștii Colț (gmina)
Cocorăștii Mislii – gmina w Rumunii, w okręgu Prahova. Obejmuje miejscowości Cheșnoiu, Cocorăștii Colț, Cocorăștii Grind, Colțu de Jos, Ghioldum, Perșunari, Piatra i Satu de Sus. W 2011 roku liczyła 2837 mieszkańców.